# Murcia tianshanensis
Murcia tianshanensis är en kvalsterart som först beskrevs av Wen och Bu 1988.  Murcia tianshanensis ingår i släktet Murcia och familjen Ceratozetidae. Inga underarter finns listade i Catalogue of Life.